# كال دالتون
كال دالتون (بالإنجليزية: Cal Dalton)‏ ولد وتوفي (1908-1974) كان مخرج كارتون لدى وارنر براذرز. كانت أول رسوم متحركة إعلانية له في عام 1933، بعدها اتجه للعمل في استوديو الرسوم المتحركة لدى وارنر براذرز ليعمل على 33 كارتون.
عندما غادر فريز فريلينغ الاستوديو في 1938، تمت ترقية دالتون إلى مخرج، إلا أنه لم يعمل مطلقا إلا كمخرج مشارك مع كال هاوارد أو بين هارداواي. ساهم دالتون في إخراج فيلم هاير-أم سكاير-أم (1939) الذي أظهر الأرنب الذي عرف لاحقا باسم «باغز باني». ثم بقي طيلة السنوات يعمل في وارنر براذرز حتى رحيله من الاستوديو عام 1947.

## وصلات خارجية
- كال دالتون على موقع IMDb (الإنجليزية)
- كال دالتون على موقع ألو سيني (الفرنسية)
- كال دالتون على موقع أول موفي (الإنجليزية)
- كال دالتون على موقع قاعدة بيانات الفيلم (الإنجليزية)
- كال دالتون على موقع كينوبويسك (الروسية)

- صفحة كال دالتون في موقع IMDb